# Amanda (Filmpreis)
Die  Amanda ist ein Filmpreis, der jährlich anlässlich des internationalen norwegischen Filmfestivals in Haugesund, Norwegen, verliehen wird. Den Preis gibt es seit 1985, er wurde am 17. August 1985 erstmals verliehen. Die bei der Gala überreichte «Amanda»-Statuette ist eine 30 cm große, 2,5 kg schwere Skulptur, die vom norwegischen Bildhauer Kristian Kvakland geschaffen wurde. Die Namensgeberin des Preises ist Amanda von Haugesund (1894–1947), eine sagenumwobene Lokalberühmtheit, die in Haugesund lebte.

## Kategorien (Auswahl)
Im Jahr 2024 wurden die bis dahin getrennt für Frauen und Männer verliehenen Kategorien für die beste Haupt- sowie die beste Nebenrolle aufgegeben. Stattdessen wurde jeweils eine allgemeine Kategorie geschaffen.
| Kategorie                                    | Originalbezeichnung               | verliehen |
| -------------------------------------------- | --------------------------------- | --------- |
| Bester norwegischer Film                     | Årets norske spillefilm           | seit 1985 |
| Beste Regie                                  | Årets regi                        | seit 2005 |
| Beste Hauptrolle                             | Beste skuespiller i en hovedrolle | seit 2024 |
| Bester Hauptdarsteller                       | Årets mannlige skuespiller        | 1985–2023 |
| Beste Hauptdarstellerin                      | Årets kvinnelige skuespiller      | 1985–2023 |
| Beste Nebenrolle                             | Beste skuespiller i en birolle    | seit 2024 |
| Beste männliche Nebenrolle                   | Årets mannlige birolle            | 2008–2023 |
| Beste weibliche Nebenrolle                   | Årets kvinnelige birolle          | 2008–2023 |
| Bester ausländischer Film                    | Årets utenlandske kinofilm        | seit 1985 |
| Amanda-Volksfilmpreis (Filmpreis des Volkes) | Folkets filmpris                  | 2003–2006 |
| Publikumspreis (Amanda-Volkspreis)           | Folkets Amanda                    | seit 2007 |
| Beste Kamera                                 | Årets foto                        | seit 2008 |
| Beste Filmmusik                              | Årets musikk                      | seit 2008 |
| Goldene Filmklappe des Amanda-Komitees*      | Amandakomiteens gullklapper       | seit 2023 |
| Ehrenpreis des Amanda-Komitees               | Amandakomiteens ærespris          | seit 2023 |

- *geschaffen von  Nils Aas[1]